# Люгер

Схема двухмачтового люгера

Лю́гер (лю́ггер) (от англ. lugger, нем. Lugger, фр. lougre) — двух-, иногда трёхмачтовое каботажное парусное судно.

## Описание конструкции
Отличительным качеством люгеров была быстроходность. В связи с этим их часто использовали для перевозки контрабандных грузов через Ла-Манш.
Родиной люгеров была Бретань. В XVIII веке двухмачтовые люгеры называли «шасс-маре́» (chasse-marée — «охотники за приливами») и использовали их, преимущественно, французские моряки. Эти суда имели круглую корму, не имели палубы и их длина не превышала 15 метров. На обеих мачтах «шасс-маре» находилось только по одному люгерному (рейковому) парусу. На месте соединения киля с форштевнем располагалась фок-мачта, а грот-мачта, находившаяся в середине корпуса судна, была сильно наклонена назад. «Шасс-маре» бушприта не имели.
Трёхмачтовые люгеры имели немного другую конструкцию. Третью мачту ставили на корме, за которую выдавался гик. Бушприт был расположен почти горизонтально. Трёхмачтовые люгеры имели палубу, транцевую корму и несли несколько парусов. В парусном вооружении военных люгеров наряду с люгерными парусами и марселями имелись также брамсели, ставимые на «летучее» удлинение столбового топа мачты, а также 1—3 стакселя.

## Использование судна

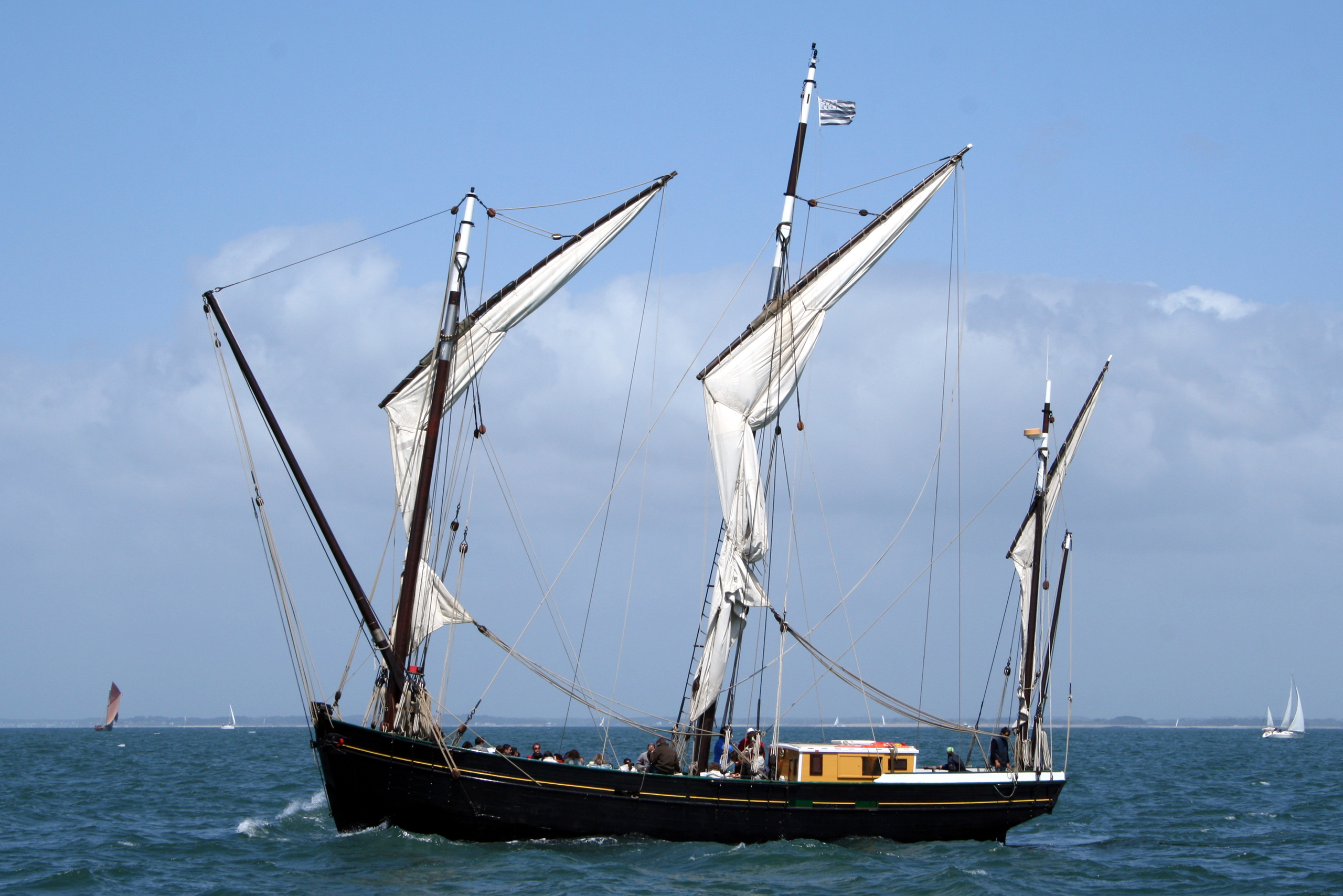
Трёхмачтовый люгер «Corentin» с откидным бушпритом и гиком

Во французском военном флоте люгеры были введены в 1760 году.
В составе Российского императорского флота суда данного типа состояли в первой половине XIX века и использовали по большей части для посыльной службы. Большая часть люгеров, входивших в состав флота, были либо построены, либо переоборудованы из других типов судов в России, а один из люгеров был приобретён в Англии.

## В искусстве
- В романе «Остров сокровищ» шотландского писателя Роберта Стивенсона упомянут люгер, на котором ходили пираты:

Слухи о каком-то люггере в Логове Ки́тта и прежде доходили до таможенного надзирателя мистера Данса